# Relações entre Croácia e França
As relações entre Croácia e França são as relações diplomáticas estabelecidas entre a República da Croácia e a República Francesa. Ambos os estados são membros da União Europeia, e as relações são estruturadas por duas embaixadas, a Embaixada da Croácia na França e a Embaixada da França na Croácia.
A independência da Croácia foi reconhecida pela França em 15 de janeiro de 1992 e as relações diplomáticas formais foram estabelecidas em abril de 1992. Os dois países também mantêm uma estreita cooperação cultural, científica e académica, inclusive através da promoção da língua francesa na Croácia.
A França foi o nono maior parceiro comercial da Croácia em 2012, seguindo-se à Itália, à Alemanha, à Rússia, à China, à Eslovénia, à Áustria, à Bósnia e Herzegovina e à Hungria.